# Maksim Iglinski
Maksim Iglinski (kaz. Максим Иглинский) (ur. 18 kwietnia 1981 w Astanie) – kazachski kolarz szosowy, były zawodnik grupy UCI ProTour Astana.
Jego największymi sukcesami były zwycięstwa w wyścigach klasycznych – Strade Bianche w 2010 roku oraz Liège-Bastogne-Liège, które wywalczył na ostatnim kilometrze, samotnym rajdem wyprzedzając prowadzącego Vincenzo Nibalego.
Dwukrotnie startował w igrzyskach olimpijskich.

## Najważniejsze osiągnięcia
- 2004
  - 5. miejsce w Tour de l’Avenir
- 2005
  - 1. miejsce w Gran Premio Città di Camaiore
  - 1. miejsce na 6. etapie Deutschland Tour
- 2006
  -  1. miejsce w mistrzostwach Kazachstanu w jeździe indywidualnej na czas
- 2007
  -  1. miejsce w mistrzostwach Kazachstanu w wyścigu ze startu wspólnego
  - 1. miejsce na 6. etapie Critérium du Dauphiné Libéré
- 2008
  - 1. miejsce na 1. etapie Tour de Romandie
  - 1. miejsce w klasyfikacji górskiej Tour de Suisse
  - 2. miejsce na 6. etapie Deutschland Tour
- 2009
  - 3. miejsce w E3 Harelbeke
  - 2. miejsce w klasyfikacji górskiej Tour de Suisse
- 2010
  - 2. miejsce w Tour Méditerranéen
  - 1. miejsce w Strade Bianche
  - 4. miejsce w Tirreno-Adriático
- 2012
  - 2. miejsce w Strade Bianche
  - 1. miejsce w Liège-Bastogne-Liège
- 2013
  - 1. miejsce na 4. etapie Dookoła Belgii
  - 9. miejsce w Eneco Tour
  - 8. miejsce w mistrzostwach świata (ze startu wspólnego)